# Bijlhorsmakreel
De bijlhorsmakreel (Chloroscombrus chrysurus) is een straalvinnige vis uit de familie van de horsmakrelen (Carangidae) en behoort derhalve tot de orde van de baarsachtigen (Perciformes). De volwassen vis is gemiddeld 25 cm en kan een lengte bereiken van 65 cm.

## Leefomgeving
Chloroscombrus chrysurus komt in zeewater en brak water voor. De vis prefereert een subtropisch klimaat en heeft zich verspreid over de Grote en Atlantische Oceaan. De diepteverspreiding is 0 tot 55 m onder het wateroppervlak.

## Relatie tot de mens
Chloroscombrus chrysurus is voor de beroepsvisserij van aanzienlijk belang, maar niet populair als hengelsportvis.